# Vicente González Briseño
Vicente González Briseño (* in Guadalajara, Jalisco; † 8. November 1990 ebenda), auch bekannt unter dem Spitznamen El Capulina, war ein mexikanischer Fußballspieler auf der Position des Torwarts.

## Laufbahn
Capulina González begann seine Laufbahn 1948 beim Club Deportivo Guadalajara. Ein Jahr später wurde mit Jaime Gómez ein weiterer Torhüter verpflichtet, der sich bald gegen González durchsetzen konnte und Stammtorhüter wurde. Daher verließ González 1951 den CD Guadalajara und wechselte zum Ligakonkurrenten Puebla FC.
Am letzten Spieltag der Saison 1951/52 kam es im Parque El Mirador von Puebla zum Duell zwischen dem gastgebenden Puebla FC und dem Tabellenführer CD Guadalajara, der sich anschickte, seinen ersten Titel im Profifußball zu gewinnen. Durch einige großartige Paraden hatte González maßgeblichen Anteil am 1:0-Sieg der Camoteros, wodurch sein vorheriger Verein den Meistertitel der mexikanischen Fußballliga noch an den León FC verlor.
In der darauffolgenden Saison 1952/53 gewann er mit dem Puebla FC den mexikanischen Pokalwettbewerb.

## Erfolge
- Mexikanischer Pokalsieger: 1953